# 前122年
| 千纪： | 前1千纪 |
| 世纪： | 前3世纪 \| 前2世纪 \| 前1世纪                                                                                         |
| 年代： | 前150年代 \| 前140年代 \| 前130年代 \| 前120年代 \| 前110年代 \| 前100年代 \| 前90年代                                |
| 年份： | 前127年 \| 前126年 \| 前125年 \| 前124年 \| 前123年 \| 前122年 \| 前121年 \| 前120年 \| 前119年 \| 前118年 \| 前117年 |
| 纪年： | 西汉元狩元年 |

## 大事记
- 中国
  - 南越国第二代君主赵眜去世，其儿子赵婴齐继承王位。
  - 淮南王劉安和衡山王劉賜謀反事件。国除，置衡山郡[1]。

## 逝世
- 赵眜，南越国第二代君主。
- 劉安，淮南王。
- 刘赐，衡山王。